# Dewoitine D.520
Caça monoplaça francès Dewoitine 520, derivat del Dewoitine 500 i del 510, aquest avió, robust i àgil, era un dels millors caces dels anys 1940-1950. Desgraciadament, va sortir tard dels tallers com per equipar a temps les esquadres aèries franceses.

## Història
Alguns anys abans del començament de la Segona Guerra Mundial, l'exèrcit de l'aire francès disposa d'una vions antiquats, tant pel que fa a bombarders com als caces. Els constructors pateixen un retard tecnològic envers els alemanys i les unitats estan formades essencialment per Morane-Saulnier MS-406 i Curtiss H-75 que son notablement inferiors als Messerschmitt 109 de la Luftwaffe.
L'esperança es posa al D.520, un caça dissenyat per Émile Dewoitine que far el seu primer vol l'octubre de 1938, des de la pista de l'aeroport Francazal de Tolouse en mans del pilot de proves Marcel Doret. Després de la posada a punt i algunes millores l'Estat Major encarrega alguns milers d'unitats però ja és massa tard.
En l'actualitat, dels 905 aparells construïts, només en queden 3 al món.

## Especificacions Dewoitine D.520C.1
Dades obtingudes del llibre Le Dewoitine D.520:
- Tripulació: 1 pilot
- Longitud: 8,6 m
- Envergadura: 10,2 m
- Altura: 2,57 m
- Superfície alar: 15,87 m²
- Pes buit/amb càrrega: 2.123 kg/2.785 kg
- Motor: "Hispano-Suiza" 12Y-45 de 12 cilindres en V, amb 930 CV a l'enlairatge
- Velocitat: 534 km/h a 18.040 peus(5.500 m)
- Velocitat d'enlairament: 13.120 peus(4.000 m) en 5 minuts i 49 segons
- Alçada màxima: 10.000 m (33.620 peus)
- Autonomia: 1.250 km
- Armament: 
  - 1 x canó automàtic de 20 mm "Hispano-Suiza" HS404 amb 60 projectils
  - 4 x metralladores MAC 1934 M 39 de 7,5 mm amb 675 projectils cada una